# 外南铁路

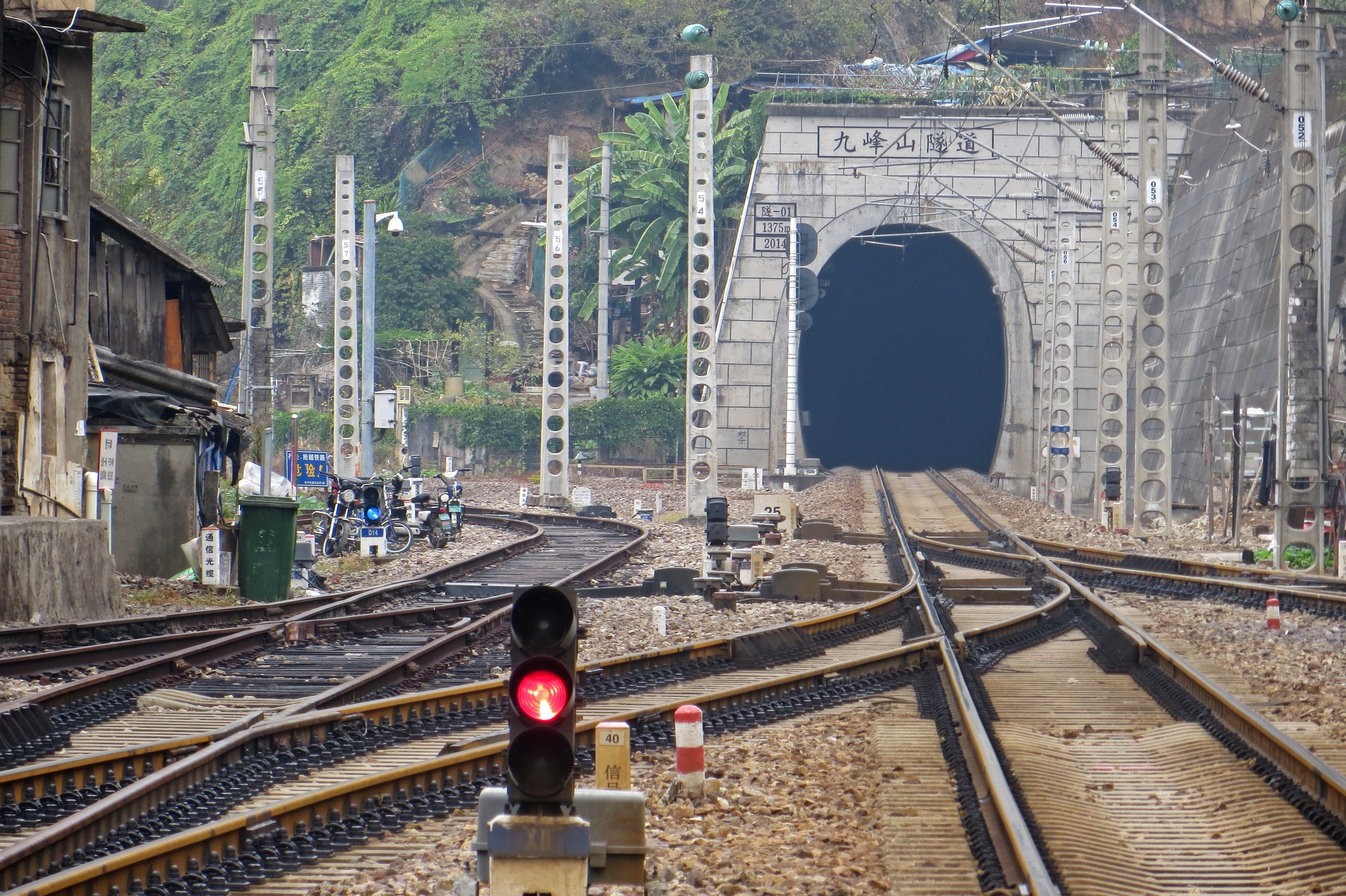
外南铁路九峰山隧道口

外南铁路，自福建省南平市延平区来舟站南侧的外洋引出，越沙溪过南平后沿闽江右岸到出洋坪跨越闽江到达延平东站与接入峰福铁路，全长28公里。1989年12月20日，外福铁路改建工程竣工并交付运营。1995年末外福线改线后全长为186.668公里。2006年12月31日外福铁路外洋至南平南站（今延平东站）更名为外南铁路。
外福铁路1956年3月动工（其中外洋至南平32公里，提前与鹰厦线同时修建），1959年12月1日正式营运。由于当时台湾海峡局势紧张，故系战备铁路，最小弯曲半径仅200米。1986年因配合水口水库施工，由上海铁路局组织施工，由福建省投资4000万元进行改建。改建后外福铁路全长188公里，水口水库改建路段最小弯曲半径300米（改建前为250米）。2000年11月10日全線电气化，并一并改造了南平—莪洋区间250米半径弯道（改为300米）。全线最初由上海铁路局管辖，2004年5月转交南昌铁路局管辖。中国铁路第六次大提速前，原横南铁路（横峰站至南平南站）和外福铁路（南平南站至福州东站段）合并里程后更名为峰福铁路。原外福铁路的外洋站至南平南站段同时更名为外南铁路。
2018年1月3日，外南铁路绿水至西芹段改线拨接任务完成，改线后的外南线接入南龙铁路延平西站。

## 机务、车辆
设福州机务段、车辆段、区段站。

## 与其它铁路的连接
- 外洋：鹰厦铁路
- 延平东：峰福铁路
- 延平西：南龙铁路